# Sir Orfeo
Die mittelenglische Versnovelle Sir Orfeo oder Sir Orpheo wurde im frühen vierzehnten Jahrhundert von einem unbekannten Autor verfasst. Das Lai entstand aufgrund einer verlorenen Fassung eines bretonischen Autors. Es erzählt die Geschichte von König Orfeo und seiner Gemahlin Heurodis (später auch als Euridice), auf der auch die Oper Orfeo ed Euridice basiert. Die erste englischsprachige Übersetzung des als Lai Breton eingestuften Werkes wurde vermutlich bereits vor dem Jahr 1300 verfasst, sie ging jedoch verloren. Bekannt ist das Stück aus drei erhaltenen Handschriften.

## Handlung

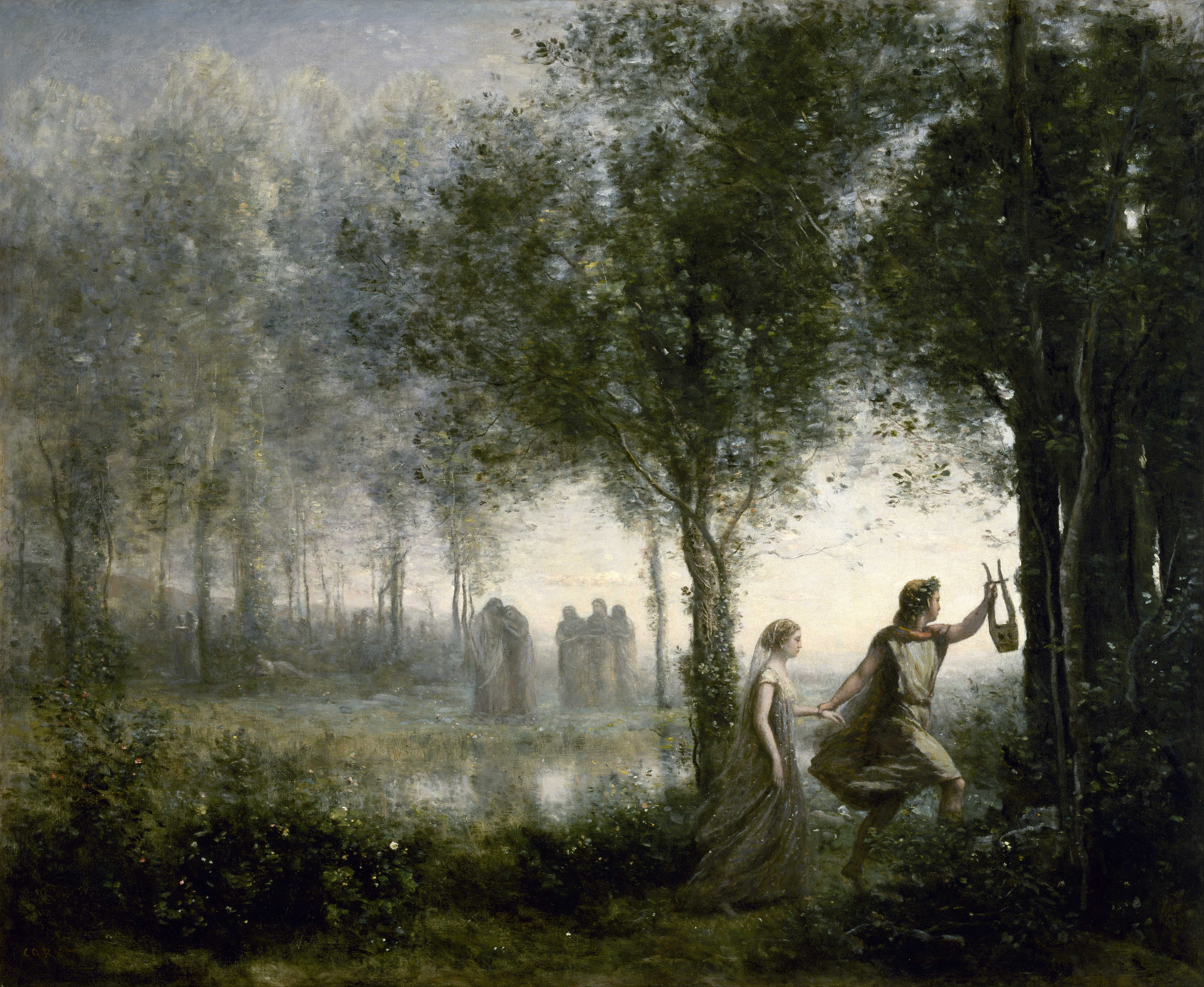
Orpheus holt Euridice aus dem Feen- oder Totenreich zurück

Sir Orfeo ist ein mächtiger König, der einem göttlichen Geschlecht entstammt. Er ist der Herrscher über die Stadt „Traciens“. Er gilt als tugendhafter Ritter und vorzüglicher Harfenspieler. Seine Gemahlin Heurodis überstrahlt mit ihrer Anmut und Schönheit alle irdischen Frauen.
An einem schönen Tag im Mai geht die Königin mit ihren Kammerdienerinnen im Garten spazieren und legt sich zum Ruhen unter einen Baum. Sie schläft ein und erwacht nach einer langen Zeit schreiend und weinend und beginnt, sich das schöne Antlitz mit ihren Fingernägeln zu zerkratzen. Die Dienerinnen holen Hilfe herbei und Sir Orfeo versucht zu ergründen, was vorgefallen ist. Heurodis erzählt ihm schließlich, dass sie einen schrecklichen Traum hatte, in dem sie von einem unbekannten König entführt und in sein Reich verschleppt worden war. Dieser hatte sie im Traum aufgefordert, sich am nächsten Tage erneut an diesem Ort einzufinden, damit er sie real mit zu sich nehmen könne, und wenn sie sich weigere, mit ihm zu gehen, würde sie hart bestraft werden.
Als Orfeo dieses hört, versammelt er am nächsten Morgen eintausend Ritter im Garten und ist bereit, seine Gemahlin mit dem eigenen Leben zu beschützen. Diese verschwindet jedoch vor ihren Augen, ohne dass jemand weiß, wohin sie ging. Daraufhin entschließt sich der König, sein Reich einem Verwalter zu überantworten und selbst ins Exil in der Wildnis zu gehen, um dort um seine geliebte Heurodis zu trauern. Er nimmt nichts mit außer seiner Harfe. Von seinem Spiel sind selbst die wilden Tiere, die Bäume, die Steine entzückt. Dort bleibt er zehn Jahre lang, bis er zufällig seine Königin sieht.
Als er diese verfolgt, wird er zu einem zauberhaften Schloss geführt, in dessen Vorhalle verschiedene Menschen so erhalten sind, wie sie zum Zeitpunkt ihres Todes aussahen (Kopflose, im Kindbett gestorbene, …). Unter ihnen befindet sich auch seine Frau Heurodis, die wie schlafend unter einem Baum liegt. Orfeo bittet darum, vor dem Feenkönig – nach der Art der wandernden Sänger – vorspielen zu dürfen. Dieser ist von seinem Spiel so bezaubert, dass er Orfeo die Erfüllung eines Wunsches zubilligt. Dieser verlangt, Heurodis mitnehmen zu dürfen. Als der Feenkönig ihm dies abschlagen möchte, weist Sir Orfeo auf dessen Versprechen hin. Zum Schluss erprobt er die Treue seines Verwalters, indem er verkleidet auftritt und behauptet, die Harfe – die als die königliche sofort erkannt worden war – gefunden zu haben. Sein Volk bricht im Glauben, ihr König sei gestorben, in Klagen aus. Orfeo gibt sich nun zu erkennen und sein Königreich wird ihm von seinem Verwalter zurücküberantwortet. Orfeo verspricht diesem für seine Treue, dass er als sein Erbe das Reich und die Krone übernehmen soll.

## Elemente des antiken Mythos
Die Novelle enthält viele Elemente aus der Antike, die im Mittelalter überarbeitet und an die damalige Gegebenheiten angepasst wurden. Nach den griechischen Mythen waren die Muse Kalliope und der Gott Apollo Eltern von Orpheus. In der Novelle werden Juno und Jupiter als Eltern genannt. In der Novelle sind sie keine Götter, sondern König und Königin. Es ist ein Beispiel dafür, wie das antike Erbe im Mittelalter rezipiert wurde.
Die andere Gemeinsamkeit mit dem antiken Mythos ist die Rolle der Musik. Sowohl im Mythos als auch in der Novelle konnte der Protagonist dank seiner musikalischen Begabung seine Geliebte retten. Die Symbolik der zivilisatorischen Wirkung der Musik bleibt hier erhalten. Im Mythos konnte die Musik den Tod besiegen und in der Novelle konnte Orfeo seine Frau aus der Gefangenschaft des Feenkönigs befreien.

## Lokale und mittelalterliche Elemente
Der antike Mythos wurde stark überarbeitet. In der Novelle sind der lokale Volksglaube und die Mythologie zu finden. Das betrifft die Szene der Entführung von Heurodis. Als sie entführt wurde, schlief sie unter dem Ympre-tre. Solche Szenen, wo die Protagonisten sagenhaften Wesen unter den Bäumen treffen, kann man in vielen mittelalterlichen Romanzen und Lais finden. Im mittelalterlichen England galten die Schatten von Bäumen als „die Türe“, durch welche die sagenhaften Wesen in die Welt der Menschen kamen.
Die Art und Weise der Entführung von Heurodis ist Hinweis auf die Eroberung von England durch Normannen, die in der Zeit des Entstehens von Sir Orfeo bzw. kurz danach stattfand. Deswegen sieht Battles  in der Szene der Entführung von Heurodis ein Nachbild der Schlacht zwischen den Normannen und Engländern. Der Feenkönig und seine Begleiter reiten auf Pferden, was für Normannen typisch ist. Dagegen wird Orfeo nirgendwo auf einem Pferd dargestellt. Die defensive Position, die Orfeo und seine Leute um die Königin nahmen, entspricht der damaligen Taktik der Engländer.

## Ausgaben
Handschriften
- Sir Orfeo – Auchinleck Manuscript. (1325–1350), National Library of Scotland (auchinleck.nls.uk).
- British Library Harley MS 3810. (Anfang 15. Jahrhundert, 509 Zeilen, mit Prolog).
- Bodleian Library MS Ashmole 61. (Ende 15. Jahrhundert, 603 Zeilen).

Abschriften
- Kenneth Sisam: Sir Orfeo. In: Fourteenth Century Verse and Prose. Oxford Clarendon Press, Oxford 1921, S. 13–31 (Nachdruck 1964: Textarchiv – Internet Archive).
- Alan Joseph Bliss (Hrsg.): Sir Orfeo. (= Oxford English monographs.) Oxford University Press, Oxford 1954, OCLC 441751202.
- Oscar Zielke: Sir Orfeo. Ein englisches Feenmärchen aus dem Mittelalter, mit Einleitung und Anmerkungen. (= Library of English literature. 10520.) Wilhelm Koebner, Breslau 1880 (archive.org).

Übersetzungen
- Joseph Ritson: Sir Orpheo. In: Ancient Engleish metrical romanceës. G. and W. Nicol, London 1802, S. 248–269 (Textarchiv – Internet Archive).
- Edward Eyre Hunt: Sir Orfeo, Adapted From the Middle English. Harvard CoöperativeSociety, Cambridge 1909 (englisch, archive.org).
- J. R. R. Tolkien: Sir Orfeo. In: Sir Gawain and the Green Knight, Pearl, Sir Orfeo. HarperCollinsPublishers, London 2006, ISBN 0-261-10259-1 (Ausgabe von 1980, S. 169–191 Textarchiv – Internet Archive – Leseprobe).